# كاتسنوسكي هوري
كاتسُنوسكي هوري (堀勝之祐 هوري كاتسُنوسكي) هو ممثل ياباني ولد في 1 أغسطس 1941 في طوكيو.

## أدواره في الأنمي

### مسلسلات أنمي تلفزيونية
- خيميائي الفولاذ FULLMETAL ALCHEMIST - فو
- داركر ذان بلاك -جوزاء النيزك- - دكتور بافليتشينكو
- طريق السلام - مسعود
- ناباري نو أو - بلاك دوراندال
- NOIR - نازاروف
- ذا بيغ أو - مايكل زيباخ/شفارتزفالد
- رازيفون - جوجي فوتاغامي
- إل كازادور - ويبستر
- لحن الحياة - ربيع
- سيريه نو موريبيتو - حدّاد
- AVENGER - غانتس
- سكال مان - كيويتشيرو تاتشيكي
- الرومانسية الفيكتورية إيما - الفيكونت كامبل
- غوسيك - سيرجيوس
- إكس-من - بروفسور إكس
- هيوغيمونو - هوسوكاوا يوساي
- معرض الفن المزيف - والد ماريان

### أوفا أنمي
- سوبرنتشرل ذي أنيميشن - ريتشارد سوليفان

### أفلام أنمي
- بابريكا - دكتور توراتارو شيما

## أدواره في الدبلجة اليابانية
- الطيار - أوين بروستر

## وصلات خارجية
- كاتسنوسكي هوري على موقع IMDb (الإنجليزية)
- كاتسنوسكي هوري على موقع ألو سيني (الفرنسية)
- كاتسنوسكي هوري على موقع أول موفي (الإنجليزية)
- كاتسنوسكي هوري على موقع قاعدة بيانات الفيلم (الإنجليزية)
- كاتسنوسكي هوري على موقع كينوبويسك (الروسية)
- كاتسنوسكي هوري على موقع ANN person (الإنجليزية)